# Tsonyane
Tsonyane est une ville du Botswana.